# إبراهيم نازاروف
إبراهيم نازاروف هو سباح أوزبكستاني، ولد في 17 أغسطس 1988 في طشقند في أوزبكستان.

## روابط خارجية
- إبراهيم نازاروف على موقع أوليمبيديا (الإنجليزية)